# Selma (inslagkrater)
Selma is een inslagkrater op de planeet Venus. Selma werd in 1985 genoemd naar Selma, een Keltische meisjesnaam.
De krater heeft een diameter van 11,4 kilometer en bevindt zich in het quadrangle Atalanta Planitia (V-4).